# Mycale thaumatochela
Mycale thaumatochela är en svampdjursart som beskrevs av William Lundbeck 1902. Mycale thaumatochela ingår i släktet Mycale och familjen Mycalidae.
Artens utbredningsområde är Grönland. Inga underarter finns listade i Catalogue of Life.